# عمل در سؤال
عمل در سؤال (اسپانیایی: El Acto en cuestión‎) یک فیلم به کارگردانی آلخاندرو اگرستی است که در سال ۱۹۹۴ منتشر شد. از بازیگران آن می‌توان به ناتالی آلونسو کاسال اشاره کرد.